# 首藤正行
首藤 正行（しゅとう まさゆき、1909年3月7日 - 1976年9月29日）は、日本の外科医。

## 略歴
本籍は大分県。北海道帝国大学医学部、大阪帝国大学医学部大学院で学んだ後、1954年に欧米を視察、第6回国際整形外科災害外科学会及び第9回国連協会連盟総会に出席した。日本外科学会会員、日本整形外科学会会員、中部整形外科災害外科学会会員であり、後に大阪首藤病院院長となる。息子に後の首藤病院理事長である首藤三七郎がいる。

## 著書
- 『欧米見たまま思い出すまま』（1956年） - 1954年欧米視察の記録を非売品の本として出版
- 『手の救急外科学』（1959年5月） - Erik Mobergによる原作の翻訳